# Safe operating area
Safe Operating Area, SOA, obszar bezpieczny pracy – obszar prądowo-napięciowy, w którym przyrząd może pracować bez ryzyka przebicia elektrycznego lub uszkodzenia w efekcie samonagrzewania.